# Kaldırım, Yumurtalık
Kaldırım là một thị trấn thuộc huyện Yumurtalık, tỉnh Adana, Thổ Nhĩ Kỳ. Dân số thời điểm năm 2009 là 1.675 người.